# Itajaí Open de Tênis
L'Itajaí Open de Tênis, noto come Taroii Open de Tênis per motivi di sponsorizzazione, è stato un torneo professionistico maschile di tennis che faceva parte dell'ATP Challenger Tour. Si sono giocate solo le due edizioni del 2013 e 2014 sui campi in terra rossa dell'Itamirim Clube de Campo a Itajaí, in Brasile.

## Albo d'oro

### Singolare
| Anno | Campione               | Finalista         | Punteggio     |
| ---- | ---------------------- | ----------------- | ------------- |
| 2013 | Rogério Dutra da Silva | Jozef Kovalík     | 4–6, 6–3, 6–1 |
| 2014 | Facundo Argüello       | Diego Schwartzman | 4–6, 6–0, 6–4 |

### Doppio
| Anno | Campioni                              | Finalisti                      | Punteggio |
| ---- | ------------------------------------- | ------------------------------ | --------- |
| 2013 | James Duckworth Pierre-Hugues Herbert | Guilherme Clezar Fabricio Neis | 7–5, 6–2  |
| 2014 | Máximo González Eduardo Schwank       | André Sá João Souza            | 6–2, 6–3  |